# Where Did Our Love Go
Where Did Our Love Go är en hitlåt från 1964 inspelad av The Supremes på skivbolaget Motown. Sången är skriven och producerad av Motowns främsta låtskrivarteam Holland-Dozier-Holland. Where Did Our Love Go var The Supremes' första Billboardetta och denna position innehade sången i två veckor, mellan 16 augusti och 29 augusti 1964.
Denna version blev rankad #472 på Rolling Stones lista över tidernas 500 bästa sånger. I en senare version av listan flyttades låten till plats 275. Inspelningen valdes 2015 ut att bevars i USA:s kongressbiblioteks "National Recording Registry".
Beppe Wolgers skrev en svensk text till melodin vilken fick titeln "Gunga Gunga". Denna spelades in och utvas på singel 1968 av Lasse Berghagen på skivbolaget Karusell. Singeln blev sedermera etta på försäljningslistan Kvällstoppen i februari 1969.

## Listplaceringar
| Lista (1964)   | Position         |
| -------------- | ---------------- |
| Flandern       | 7                |
| Frankrike      | 34               |
| Irland         | 3                |
| Kanada         | 1                |
| Nederländerna  | 4                |
| Norge          | 6                |
| Storbritannien | 3                |
| Sverige        | 6 (Tio i topp)   |
| Sverige        | 6 (Kvällstoppen) |
| USA            | 1                |
| Vallonien      | 21               |
| Västtyskland   | 16               |